# Goniophyto horii
Goniophyto horii är en tvåvingeart som beskrevs av Hiromu Kurahashi och Suenaga 1994. Goniophyto horii ingår i släktet Goniophyto och familjen köttflugor. Inga underarter finns listade i Catalogue of Life.